# 착오 (법)
착오(錯誤)는 법률개념이다. 표시에 나타난 의사와 진의가 일치하지 않음을 표의자 자신이 알지 못하는 경우를 말한다.

## 한국법

### 민법
착오의 요건으로는 의사표시, 의사와 표시의 불일치, 표의자 스스로가 불일치 사실을 몰라야 하며 착오의 유무는 의사표시의 성립시를 표준으로 하며 의사표시가 격지자에 대한 경우는 그 발신시를 표준으로 한다. 한국법에는 여섯 가지의 착오가 있는데, 표시의 착오, 표시기관의 착오, 내용의 착오, 동기의 착오, 법률의 착오, 전달기관의 착오가 있다.
착오로 인한 의사표시는 그 취소로서 선의의 제3자에게 대항하지 못하며 법률행위의 내용 중 중요부분에 착오가 있는 때에는 그 의사표시를 취소할 수 있다. 상대방이 없는 의사표시에도 적용되며 하자담보책임이 적용되는 범위에서 착오에 관한 규정이 배제된다. 신분행위와 주식인수의 경우에는 적용되지 않는다.

### 판례
- 매도인이 매수인의 중도금 지급채무 불이행을 이유로 매매계약을 적법하게 해제한 후라도 매수인으로서는 상대방이 한 계약해제의 효과로서 발생하는 손해배상책임을 지거나 매매계약에 따른 계약금의 반환을 받을 수 없는 불이익을 면하기 위하여 착오를 이유로 한 취소권을 행사하여 매매계약 전체를 무효로 돌리게 할 수 있다[1]

- 소비대차계약과 준소비대차계약의 법률효과는 동일하므로 공정증서가 연대보증인의 의사와 다른 법률효과를 발생시키는 내용의 서면이라고 할 수 없어 표시와 의사의 불일치가 객관적으로 현저한 경우에 해당하지 않을 뿐만 아니라, 연대보증인은 주채무자가 채권자에게 부담하는 차용금반환채무를 연대보증할 의사가 있었던 이상 착오로 인하여 경제적인 불이익을 입었거나 장차 불이익을 당할 염려도 없으므로 위와 같은 착오는 연대보증계약의 중요 부분의 착오가 아니다[2]

##### 중요부분의 착오
- 기업의 실질적 경영주가 금융부실거래자로 규제되어 있어서 자기의 이름으로는 금융기관의 대출이나 신용보증기금의 신용보증을 받을 수 없음을 알고 타인의 명의로 사업자등록을 한 후 그의 명의로 신용보증을 신청하고, 신용보증기금은 신청명의인을 보증대상기업의 경영주로 오인하고 그에 대한 신용조사를 하여 그에게 신용불량사유가 없음을 확인한 다음 신용보증을 한 경우[3]
- 재건축조합이 건축사 자격이 없이 건축연구소를 개설한 건축학 교수에게 건축사 자격이 있다고 믿고 그와 재건축을 위한 설계용역계약을 체결한 경우[4]
- 전문건설공제조합이 도급금액이 허위로 기재된 계약보증신청서를 믿고서 조합원이 수급할 공사의 도급금액이 조합원의 도급한도액 내인 것으로 잘못 알고 계약보증서를 발급한 경우[5]
- 갑이 채무자란이 백지로 된 근저당권설정계약서를 제시받고 그 채무자가 을인 것으로 알고 근저당권설정자로 서명날인을 하였는데 그 후 채무자가 병으로 되어 근저당권설정등기가 경료된 경우[6]

##### 입증책임
- 연대보증계약에 있서 주채무자가 누구인지에 관한 착오는 중요한 부분에 관한 착오로서 그 착오가 없었더라면 연대보증의 의사표시를 하지 않았을 것이라는 점은 의사표시의 상대방이 아닌 의사표시를 취소하는 자가 입증하여야 한다[7]

## 미국법
계약법에서 특정한 사실이 진실인 것으로 믿고 계약을 맺는 것을 말한다. 착오는 계약을 무효화할 수 있는 근거가 된다. 영미법에 따르면 세 가지 착오가 있는데 일방착오(unilateral mistake), 쌍방착오(mutual mistake), 보통 착오(common mistake)가 있다. 계약시 착오가 있을시 의사의 합치가 없다고 볼 수 있어 계약이 효력을 상실하게 된다.

## 같이 보기
- 구성요건적 착오
- 오표시무해의 원칙